# The Medusa Effect
The Medusa Effect es una novela original de Justin Richards de la arqueóloga ficticia Bernice Summerfield (ISBN 0-426-20524-3). Las New Adventures fueron un derivado de la serie de televisión británica de ciencia ficción Doctor Who.